# Lindhard Ø
Lindhard Ø – niezamieszkana wyspa u wschodnich wybrzeży Grenlandii położona na Morzu Grenlandzkim. Powierzchnia wyspy wynosi 263,3 km² a długość jej linii brzegowej to 115,6 km.